# AAA Mega Championship
Die AAA Mega Championship ist der höchste Titel der mexikanischen Lucha-Libre-Promotion Lucha Libre AAA Worldwide. Der Titel wurde am 16. Dezember 2007 eingeführt. Er wird nur an männliche Einzelwrestler des AAA-Rosters vergeben. Wie im Wrestling allgemein üblich erfolgt die Vergabe nach einer zuvor bestimmten Storyline.

## Geschichte
Der Titel gehört zur mexikanischen Liga Lucha Libre AAA Worldwide, sein spanischer Originalname ist Mega Campeonato AAA, die geläufigste Übersetzung ist AAA Mega Championship, jedoch wird er in der internationalen Presse gelegentlich auch als AAA World Heavyweight Championship bezeichnet.
Der Titel war der Hauptpreis eines Turniers namens Torneo Campeón de Campeones (Turnier um den Champion aller Champions). Wie bei vielen Championgürteln entstand der Titel aus einer Vereinigung der Titel mehrerer Ligen. Er ersetzte damit die folgenden Titel: IWC World Heavyweight Championship, Grand Prix Championship, Wrestling SUPER-X Monster Championship, Mexican National Heavyweight Championship und Universal Wrestling Association World Light Heavyweight Championship.
Im Turnier traten die damaligen Champions gegeneinander an, zudem wurden noch eine Reihe von Herausforderern bestimmt. Zum ersten Champion wurde El Mesías, der das Turnier als IWC World Heavyweight Champion betrat und im Finale gegen den amtierenden UWA World Light Heavyweight Champion Chessman gewinnen durfte.
| Erste Runde | Erste Runde       | Erste Runde   |           |      | Halbfinale | Halbfinale | Halbfinale |  |  | Finale | Finale | Finale |
|             |                   |               |           |      |            |            |            |  |  |        |        |        |
|             | El Mesías (1)     | Sieg          |           |      |            |            |            |  |  |        |        |        |
|             | La Parka (2)      |               |           |      |            |            |            |  |  |        |        |        |
|             | El Mesías         | Sieg          |           |      |            |            |            |  |  |        |        |        |
|             |                   |               |           |      |            |            |            |  |  |        |        |        |
|             |                   | Charly Manson |           |      |            |            |            |  |  |        |        |        |
|             | Kenzō Suzuki      |               |           |      |            |            |            |  |  |        |        |        |
|             |                   |               |           |      |            |            |            |  |  |        |        |        |
|             | Charly Manson (3) | Sieg          |           |      |            |            |            |  |  |        |        |        |
|             | Charly Manson (3) | Sieg          | El Mesías | Sieg |            |            |            |  |  |        |        |        |
|             |                   |               |           | Sieg |            |            |            |  |  |        |        |        |
|             |                   | Chessman      |           |      |            |            |            |  |  |        |        |        |
|             | Cibernético       | Sieg          |           |      |            |            |            |  |  |        |        |        |
|             |                   |               |           |      |            |            |            |  |  |        |        |        |
|             | Mr. Niebla        |               |           |      |            |            |            |  |  |        |        |        |
|             | Cibernético       |               |           |      |            |            |            |  |  |        |        |        |
|             |                   |               |           |      |            |            |            |  |  |        |        |        |
|             |                   | Chessman      | Sieg      |      |            |            |            |  |  |        |        |        |
|             | Chessman (4)      | Chessman      | Sieg      | Sieg |            |            |            |  |  |        |        |        |
|             |                   |               |           | Sieg |            |            |            |  |  |        |        |        |
|             | El Zorro          |               |           |      |            |            |            |  |  |        |        |        |

- (1) IWC World Heavyweight Champion
- (2) GPCW SUPER-X Monster Champion
- (3) Mexican National Heavyweight Champion
- (4) UWA World Light Heavyweight Champion

Insgesamt gab es bei 16 Regentschaften neun Träger der AAA Mega Championship. Nach El Mesías als erster Champion folgte Cibernetíco. Nachdem Konnan gemäß Storyline die Liga übernommen hatte, kündigte Cibernetíco und der Titel wurde das erste für vakant erklärt. Weitere Titelträger waren im Anschluss Dr. Wagner Jr., Electroshock, El Zorro, El Patrón Alberto und Johnny Mundo. El Texano Jr. war der am längsten amtierende Champion mit 735 Tagen.
2011 erhielt Jeff Jarrett den Titel, der mit diesem auch außerhalb Mexikos auftrat. Bei TNA durfte er zwar den Titel tragen, doch SpikeTV untersagte die Nennung des Namens, weshalb er in den TNA-Sendungen als „Mexican Heavyweight Championship“ bezeichnet und der AAA-Schriftzug abgedeckt wurde.
Außerhalb der AAA wurde er 2013 erstmals in Puerto Ricos World Wrestling League verteidigt. Im März 2015 durfte ihn Alberto El Patron in der Fernsehserie Lucha Underground verteidigen, da die AAA und das El Rey Network kooperierten.

## Rekorde
| Rekord                  | Rekordhalter        | Einheit            |
| ----------------------- | ------------------- | ------------------ |
| Meiste Titelgewinne     | El Mesias           | 4-mal              |
| Längste Regentschaft    | Kenny Omega         | 765 Tage           |
| Kürzeste Regentschaft   | Jeff Jarrett        | 83 Tage            |
| Ältester Titelträger    | Jeff Jarrett        | 50 Jahre, 356 Tage |
| Jüngster Titelträger    | El Hijo del Vikingo | 24 Jahre, 219 Tage |
| Schwerster Titelträger  | Electroshock        | 119 Kilogramm      |
| Leichtester Titelträger | El Hijo del Vikingo | 71 Kilogramm       |

## Liste der Titelträger
|  | Aktueller Titelträger |

| #  | Titelträgerin       | Nr. | Datum              | Tage | Ort                       | Veranstaltung                     | Vert. | Anmerkung | Ref(s). |
| -- | ------------------- | --- | ------------------ | ---- | ------------------------- | --------------------------------- | ----- | --- | ------- |
| 01 | El Mesias           | 1   | 16. September 2007 | 182  | Guadalajara, Jalisco      | Verano de Escándalo (2007)        | 1     | Besiegte Chessman im Finale eines Acht-Mann-Turniers. |         |
| 02 | Cibernético         | 1   | 16. März 2008      | 222  | Monterrey, Nuevo León     | Rey de Reyes (2008)               | 3     | |         |
| —  | Titel vakant        | —   | 24. Oktober 2008   | —    | Veracruz, Veracruz        | Antonio Peña Memorial Show (2008) | —     | Cibernético verließ die Liga, weil Konnandie AAA bei der Antonio Peña Memorial Show übernahm.                                                                               |         |
| 03 | El Mesias           | 2   | 6. Dezember 2008   | 189  | Orizaba, Veracruz         | Guerra de Titanes (2008)          | 1     | El Mesías besiegte El Zorro in einem Leitermatch. |         |
| 04 | Dr. Wagner Jr.      | 1   | 13. Juni 2009      | 181  | Mexiko-Stadt, Mexiko      | Triplemanía XVII                  | 3     | |         |
| 05 | El Mesias           | 3   | 11. Dezember 2009  | 091  | Ciudad Madero, Tamaulipas | Guerra de Titanes (2009)          | 0     | |         |
| 06 | Electroshock        | 1   | 12. März 2010      | 086  | Querétaro, Querétaro      | Rey de Reyes (2010)               | 0     | Electroshock besiegte El Mesías und Mr. Anderson in einem Three-Way-Match.                                                                                                  |         |
| 07 | Dr. Wagner Jr.      | 2   | 6. Juni 2010       | 182  | Mexiko-Stadt, Mexiko      | Triplemania XVIII                 | 2     | |         |
| 08 | El Zorro            | 1   | 5. Dezember 2010   | 195  | Zapopan, Jalisco          | Guerra de Titanes (2010)          | 1     | |         |
| 09 | Jeff Jarrett        | 1   | 18. Juni 2011      | 274  | Mexiko-Stadt, Mexico      | Triplemanía XIX                   | 1     | Jarrett trat mit dem Titel auch bei Total Nonstop Action Wrestling auf, wo er als „Mexican Heavyweight Championship“ bezeichnet wurde.                                      |         |
| 10 | El Mesias           | 4   | 18. März 2012      | 259  | Zapopan, Jalisco          | Rey de Reyes (2012)               | 1     | |         |
| 11 | El Texano Jr.       | 1   | 2. Dezember 2012   | 735  | Zapopan, Jalisco          | Guerra de Titanes (2012)          | 9     | |         |
| 12 | El Patrón Alberto   | 1   | 7. Dezember 2014   | 337  | Zapopan, Jalisco          | Guerra de Titanes (2014)          | 2     | |         |
| —  | Titel vakant        | —   | 9. November 2015   | —    | —                         | —                                 | —     | El Patrón Alberto verließ die AAA gen WWE. |         |
| 13 | El Texano Jr.       | 2   | 23. März 2016      | 361  | San Luis Potosí, Mexiko   | Rey de Reyes (2016)               | 2     | El Texano Jr. besiegte El Mesías in einem Match um den vakanten Titel. |         |
| 14 | Johnny Mundo        | 1   | 19. März 2017      | 313  | Monterrey, Nuevo León     | Rey de Reyes (2017)               | 4     | Mundo besiegte El Texano Jr. and El Hijo del Fantasma in einem Three-Way-Match, indem es auch um den AAA Latin American und die AAA World Cruiserweight Championships ging. |         |
| 15 | Rey Wagner          | 3   | 26. Januar 2018    | 128  | Mexiko-Stadt, Mexiko      | Guerra de Titanes (2018)          | 3     | Vampiro war Special Guest Referee. Rey Wagner hieß früher Dr. Wagner Jr. |         |
| 16 | Jeff Jarrett        | 2   | 3. Juni 2018       | 083  | Monterrey, Nuevo León     | Verano de Escándalo (2018)        | 0     | Jarrett besiegte Rey Wagner und Rey Mysterio Jr. in einem Three-Way-Match.                                                                                                  |         |
| 17 | Fénix               | 1   | 25. August 2018    | 420  | Mexiko-Stadt, Mexico      | Triplemanía XXVI                  | 1     | Fénix besiegte Jeff Jarrett, Brian Cage und Rich Swann in einem Fatal 4-Way-Match.                                                                                          |         |
| 18 | Kenny Omega         | 1   | 19. Oktober 2019   | 765  | Orizaba, Veracruz, Mexico | Héroes Inmortales XIII            | 5     | |         |
| —  | Titel vakant        | —   | 22. November 2021  | –    | –                         | –                                 | –     | Kenny Omega verletzte sich in der Vorbereitung zum Triplemania Regia II und konnte daher den Titel nicht verteidigen.                                                       | [ 8 ]   |
| 19 | El Hijo del Vikingo | 1   | 4. Dezember 2021   | 833  | Monterrey, Mexiko         | Triplemanía Regia II              | 23    | Besiegte Samurai del Sol, Jay Lethal, Bobby Fish und Bandido in einem Five-Way-Match.                                                                                       |         |
| —  | Titel vakant        | —   | 16. März 2024      | –    | –                         | –                                 | –     | El Hijo del Vikingo verlor den Titel verletzungsbedingt. |         |
| 20 | Nic Nemeth          | 1   | 27. April 2024     | 112  | Monterrey, Mexiko         | Triplemanía XXXII: Monterrey      | 1     | El Texano Jr. besiegte El Patrón Alberto für den vakanten Titel. |         |
| 21 | El Patrón Alberto   | 2   | 17. August 2024    | 218+ | Mexiko-Stadt, Mexico      | Triplemanía XXXII: Mexiko-Stadt   | 1     | |         |

## Statistiken
|  | Aktueller Titelträger |

| Platz | Name                      | Anzahl | Vert. insgesamt | Tage insgesamt |
| ----- | ------------------------- | ------ | --------------- | -------------- |
| 1     | El Texano Jr.             | 2      | 011             | 1096           |
| 2     | El Hijo del Vikingo       | 1      | 023             | 0833           |
| 3     | Kenny Omega               | 1      | 05              | 0765           |
| 4     | El Mesías                 | 4      | 03              | 0721           |
| 5     | Dr. Wagner Jr./Rey Wagner | 3      | 08              | 0491           |
| 6     | Fénix                     | 1      | 01              | 0420           |
| 7     | El Patrón Alberto         | 2      | 04              | 0555+          |
| 8     | Jeff Jarrett              | 2      | 01              | 0357           |
| 9     | Johnny Mundo              | 1      | 04              | 0313           |
| 10    | Cibernético               | 1      | 03              | 0222           |
| 11    | El Zorro                  | 1      | 01              | 0195           |
| 12    | Nic Nemeth                | 1      | 01              | 0112           |
| 13    | Electroshock              | 1      | 0               | 086            |